# Malé Hoste
Malé Hoste este o comună slovacă, aflată în districtul Bánovce nad Bebravou din regiunea Trenčín. Localitatea se află la altitudinea de 268 m deasupra n.m., se întinde pe o suprafață de 6,81 km2 și în 2017 număra 392 de locuitori.

## Istoric
Localitatea Malé Hoste este atestată documentar din 1329.

## Demografie
| An:                | 1994 | 2004   | 2014   | 2024   |
| ------------------ | ---- | ------ | ------ | ------ |
| Număr de persoane: | 434  | 449    | 416    | 403    |
| Diferență:         |      | +3,45% | −7,34% | −3,12% |

| An:                | 2023 | 2024   |
| ------------------ | ---- | ------ |
| Număr de persoane: | 402  | 403    |
| Diferență:         |      | +0,24% |